# Pyrenaria microcarpa
Pyrenaria microcarpa là một loài thực vật có hoa trong họ Theaceae. Loài này được (Dunn) H. Keng miêu tả khoa học đầu tiên năm 1972.

## Hình ảnh

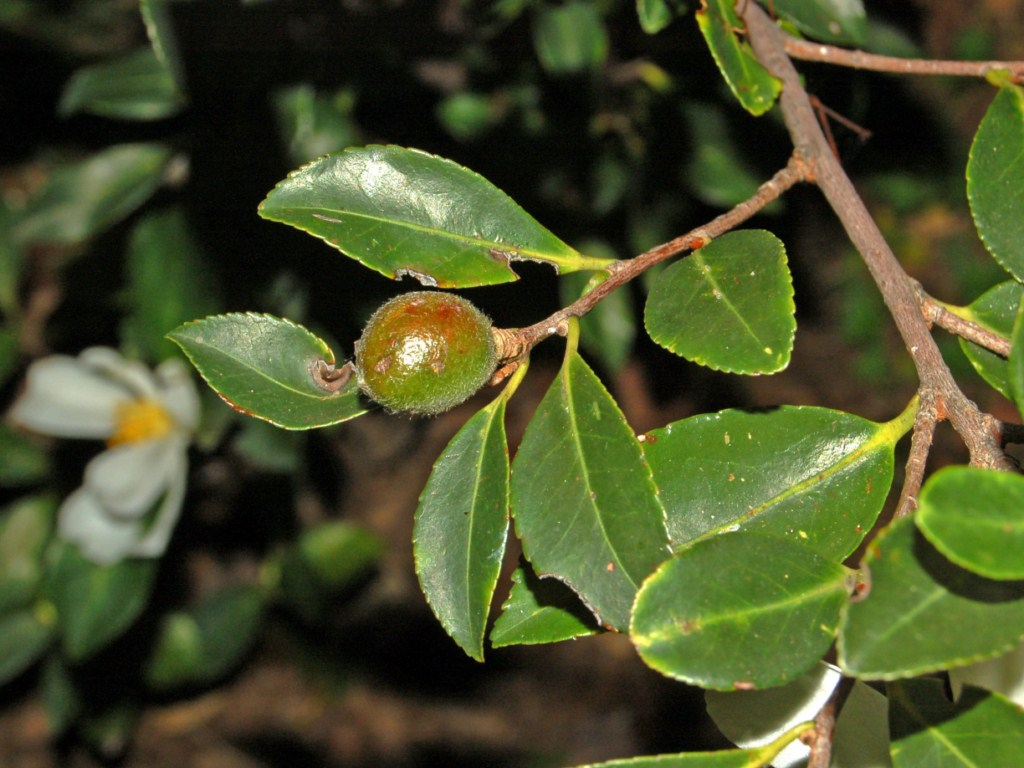
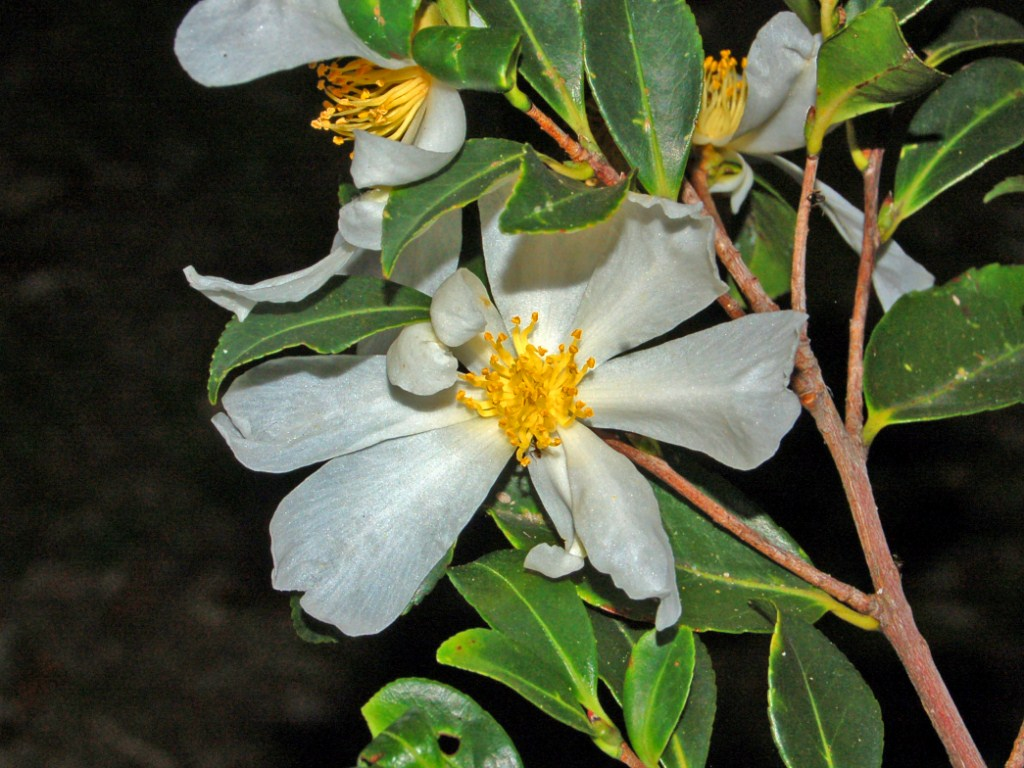
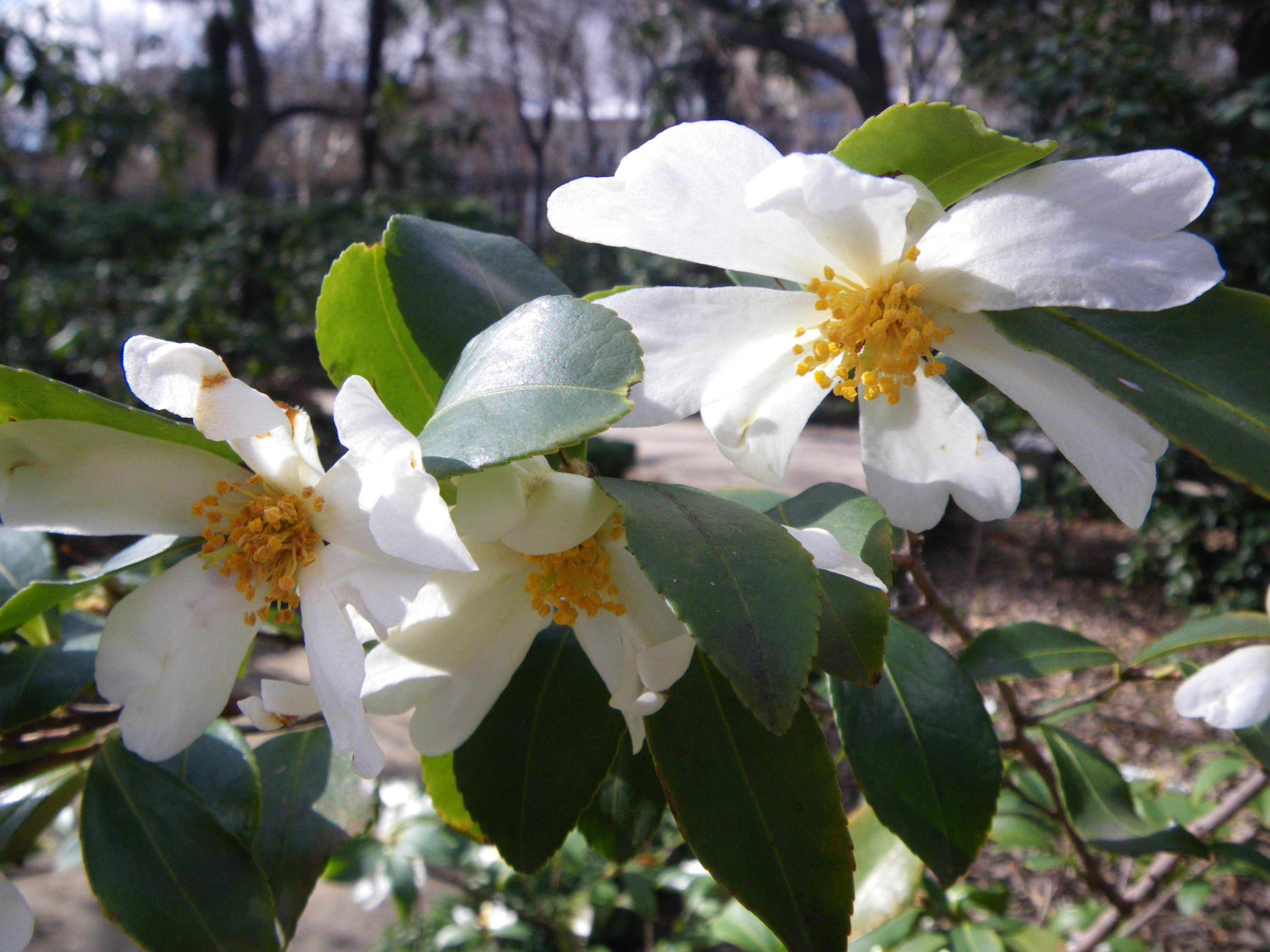